# 圣约翰-雷文斯科特学校
圣约翰-雷文斯科特学校（英語：St. John's-Ravenscourt School）坐落于加拿大曼尼托巴省，温尼伯市红河边。

## 历史
它始建于1820年，是伊丽莎白时期建造的贵族学校。SJR是一所独立的男女共校学校，它有从幼儿园至12年级的课程，同时，它还设有各科的大学预科。

## 外部連結
- 圣约翰-雷文斯科特学校主页（页面存档备份，存于）